# All Through the Night (canción)
«All Through the Night» es una canción compuesta y grabada por Jules Shear y producida por Todd Rundgren para su álbum Watch Dog (1983).
Elliot Easton, de la banda de rock estadounidense The Cars, ayudó a producir una primera versión de la canción. Fue versionada por The Cars, que no la utilizaron en ninguno de sus álbumes, y por Cyndi Lauper, quien la incluyó en su álbum debut She's So Unusual (1983). La versión de Lauper alcanzó el puesto número cinco en el Billboard Hot 100, convirtiéndose en su cuarto sencillo entre los cinco primeros en Estados Unidos. Lauper cantó una versión acústica en su álbum de 2005, The Body Acoustic, con la voz adicional de Shaggy.
Shear dijo que su propia idea era que «All Through the Night» fuera una canción folk, pero que la interpretación electrónica de Lauper era más lucrativa, ya que pagaba su apartamento en Nueva York.

## Escritura
La canción fue escrita por Jules Shear para su álbum debut en solitario de 1983, Watch Dog. Producida por Todd Rundgren, la canción fue compuesta en un tempo medio. Líricamente, «All Through the Night» aborda el concepto de amor y su tirón en las fibras del corazón.
Shear recordó en una entrevista: «[es] realmente como una gran ventaja. Cyndi Lauper canta una canción ('All Through the Night') que está en un disco mío en solitario. Simplemente pensé: 'Nadie va a escuchar esto realmente'. Luego ella lo hace y se convierte en una canción Top 5». «Me alegro de que la gente conozca las canciones, de verdad. Creo que son realmente buenas. El único problema es con la gente que no sabe que las escribí. Las hago y piensan: 'Dios, él es haciendo esa canción de Cyndi Lauper'», dijo Shear más tarde.
La cantante estadounidense Cyndi Lauper grabó una versión para su álbum de 1983 She's So Unusual. Shear dijo que le sorprendió que Lauper interpretara su «canción folk» como «una cosa de caja de ritmos y techno». Según Lauper, quería que fuera como la versión de Shear, con un sonido un poco más acústico. Sin embargo, cambió de opinión y dijo que quería rehacerla con su propio estilo.

## Composición
Para su versión, Lauper transpuso la tonalidad una tercera menor a La bemol mayor y mantuvo el tempo en los mismos 96 beats por minuto que el original. La canción está ambientada en tiempo común. La voz de Lauper abarca una octava y una cuarta entre G 3 y D♭ 5 . El propio Jules Shear hace una aparición especial en la versión de Lauper, cantando una melodía en falsete sin palabras cerca del final, así como la armonía inferior en los estribillos. Lauper alteró involuntariamente el coro de la versión de Shear cuando escuchó la voz de armonía superior y pensó que era la voz principal. La canción sigue a «Time After Time» y su concepto sobre el amor y de tirar de las fibras del corazón.

## Recepción
La recepción por parte de la crítica fue, en general, positiva. Don McLeese del Chicago Sun-Times dijo que la canción fue la que "mostró su impresionante rango vocal de la mejor manera". The Philadelphia Inquirer dijo que demostraba una "una voz fuerte" durante la canción. Sin embargo, otros como Philadelphia Inquirer comentó que la canción era "una versión no muy buena de la grandiosa canción de Jules Shear". Richard Harrington de The Washington Post dijo que se trató de su canción más reflexiva hasta el momento. Kevin Oriente de Sensible Sound dijo que la canción era "una fuerte melodía melancólica". Leslie Streeter Gray del Palm Beach Post, dijo que la canción era "encantador" y "delicada". Incluso el mismo Shear se consideró un fan de la versión de Lauper, diciendo: "Cuando Cyndi hizo su versión de "All Through the Night" que fue genial, porque ella lo hizo de manera tan diferente a la forma que yo lo hice. Me gusta así". Sin embargo, el St. Petersburg Times no le gustó la canción, diciendo que era un "número de relleno" en el álbum.
Stephen Thomas Erlewine de Allmusic dijo consideró la canción lo mejor del primer lado del álbum. También consideró que la cara es "tan fuerte que hace que el resto de canciones -que igualmente es agradable, pero más bien peatonal- encantador por su asociación con canciones tan brillantemente con vida ", y que fue" asombroso es la consistencia "

### Lista de canciones
- Sencillo 7"

1. "All Through the Night" – 4:29
2. "Witness" – 3:38

### Créditos
- Cyndi Lauper - voz
- Jules Shear - compositor
- Rick Chertoff - productor
- Lennie Petze - productor ejecutivo
- Caroline Greyshock - fotografía
- Janet Perr - diseño

## Posicionamiento en listas
| País           | Lista                            | Posición |
| -------------- | -------------------------------- | -------- |
| Alemania       | Offizielle Deutsche Charts       | 35       |
| Australia      | Kent Music Report                | 17       |
| Austria        | Ö3 Austria Top 40                | 5        |
| Canadá         | RPM Top 100 Singles              | 7        |
| Estados Unidos | Adult Contemporary               | 4        |
| Estados Unidos | Billboard Hot 100                | 5        |
| Estados Unidos | Cashbox Top 100 Singles          | 8        |
| Estados Unidos | Mainstream Rock Tracks           | 38       |
| Nueva Zelanda  | Official New Zealand Music Chart | 19       |
| Reino Unido    | UK Singles Chart                 | 64       |
| Suiza          | Schweizer Hitparade              | 16       |

| País           | Lista               | Posición |
| -------------- | ------------------- | -------- |
| Canadá         | RPM Top 100 Singles | 75       |
| Estados Unidos | Billboard Hot 100   | 65       |
| Estados Unidos | Cash Box            | 58       |

## Certificaciones
| País           | Organismo Certificador | Certificación | Ventas certificadas | Ref.   |
| -------------- | ---------------------- | ------------- | ------------------- | ------ |
| Canadá         | Music Canada           | Oro           | 50 000              | [ 25 ] |
| Estados Unidos | RIAA                   | Oro           | 500 000             | [ 26 ] |